# Uruburetama
Uruburetama este un oraș în statul Ceará (CE) din Brazilia.

## Personalități născute aici
- Florinda Bolkan, actriță, fotomodel.

1. ↑  IBGE[*] Verificați valoarea |titlelink= (ajutor);